# Psechrus
Psechrus là một chi nhện trong họ Psechridae.

## Các loài
- Psechrus aluco Bayer, 2012 — Java
- Psechrus ancoralis Bayer & Jäger, 2010 — Laos, Thailand
- Psechrus annulatus Kulczynski, 1908 — Java
- Psechrus antraeus Bayer & Jäger, 2010 — Laos
- Psechrus arcuatus Bayer, 2012 — Sumatra
- Psechrus argentatus (Doleschall, 1857) — Sulawesi to Queensland
- Psechrus borneo Levi, 1982 — Borneo
- Psechrus cebu Murphy, 1986 — Philippines
- Psechrus clavis Bayer, 2012 — Taiwan
- Psechrus crepido Bayer, 2012 — India
- Psechrus decollatus Bayer, 2012 — Java
- Psechrus demiror Bayer, 2012 — Vietnam, Cambodia, and/or Laos
- Psechrus elachys Bayer, 2012 — Thailand
- Psechrus fuscai Bayer, 2012 — China
- Psechrus ghecuanus Thorell, 1897 — Myanmar, Thailand, Laos, China
- Psechrus hartmanni Bayer, 2012 — Sri Lanka
- Psechrus himalayanus Simon, 1906 — India, Nepal, Bhutan
- Psechrus inflatus Bayer, 2012 — China
- Psechrus jaegeri Bayer, 2012 — Thailand, Laos
- Psechrus jinggangensis Wang & Yin, 2001 — China
- Psechrus kenting Yoshida, 2009 — Taiwan
- Psechrus khammouan Jäger, 2007 — Laos
- Psechrus kinabalu Levi, 1982 — Borneo
- Psechrus kunmingensis Yin, Wang & Zhang, 1985 — China
- Psechrus laos Bayer, 2012 — Laos
- Psechrus libelti Kulczynski, 1908 — Thailand to Borneo
- Psechrus luangprabang Jäger, 2007 — Laos
- Psechrus marsyandi Levi, 1982 — Nepal
- Psechrus mulu Levi, 1982 — Borneo
- Psechrus norops Bayer, 2012 — Malaysia
- Psechrus obtectus Bayer, 2012 — Vietnam
- Psechrus pakawini Bayer, 2012 — Myanmar, Thailand
- Psechrus rani Wang & Yin, 2001 — China, Vietnam
- Psechrus schwendingeri Bayer, 2012 — Philippines
- Psechrus senoculatus Yin, Wang & Zhang, 1985 — China
- Psechrus sinensis Berland & Berland, 1914 — China
- Psechrus singaporensis Thorell, 1894 — Malaysia, Singapore, Sumatra
- Psechrus steineri Bayer & Jäger, 2010 — Laos
- Psechrus taiwanensis Wang & Yin, 2001 — Taiwan
- Psechrus tauricornis Bayer, 2012 — Sri Lanka
- Psechrus tingpingensis Yin, Wang & Zhang, 1985 — China
- Psechrus torvus (O. P.-Cambridge, 1869) — Sri Lanka, India
- Psechrus triangulus Yang et al., 2003 — China
- Psechrus ulcus Bayer, 2012 — Borneo
- Psechrus vivax Bayer, 2012 — Thailand
- Psechrus zygon Bayer, 2012 — Sri Lanka